# Yuya Hikichi (1990)
Yuya Hikichi (曵地 裕哉 Hikichi Yuya?, nacido el 2 de septiembre de 1990 en Hokkaido) es un futbolista japonés que se desempeña como guardameta.

## Trayectoria

### Clubes
| Club                | País  | Año         |
| ------------------- | ----- | ----------- |
| Consadole Sapporo   | Japón | 2009 - 2013 |
| Ehime FC            | Japón | 2014 - 2016 |
| Suzuka Unlimited FC | Japón | 2017 -      |

## Estadística de carrera

### J. League
| Club              | Año   | J. League | J. League | Copa J. League | Copa J. League | Total | Total |
| Club              | Año   | Part.     | Goles     | Part.          | Goles          | Part. | Goles |
| ----------------- | ----- | --------- | --------- | -------------- | -------------- | ----- | ----- |
| Consadole Sapporo | 2009  | 0         | 0         | -              | -              | 0     | 0     |
| Consadole Sapporo | 2010  | 0         | 0         | -              | -              | 0     | 0     |
| Consadole Sapporo | 2011  | 0         | 0         | -              | -              | 0     | 0     |
| Consadole Sapporo | 2012  | 0         | 0         | 0              | 0              | 0     | 0     |
| Consadole Sapporo | 2013  | 4         | 0         | -              | -              | 4     | 0     |
| Ehime FC          | 2014  | 0         | 0         | -              | -              | 0     | 0     |
| Ehime FC          | 2015  | 0         | 0         | -              | -              | 0     | 0     |
| Ehime FC          | 2016  | 0         | 0         | -              | -              | 0     | 0     |
| Total             | Total | 4         | 0         | 0              | 0              | 4     | 0     |